# Vrh nad Peski
Il Vrh nad Peski con 2.176 m s.l.m. è una cima della Catena Nero-Tolminski Kuk-Rodica.